# Bolivia op de Olympische Zomerspelen 1964
Bolivia nam deel aan de Olympische Zomerspelen 1964 in Tokio, Japan. Het was de eerste deelname sinds het debuut in 1936. Er werd geen medaille gewonnen.

## Deelnemers en resultaten
(m) = mannen, (v) = vrouwen

### Kanovaren
| Olympiër           | Discipline    | Resultaat | Prestatie                                                                       |
| ------------------ | ------------- | --------- | ------------------------------------------------------------------------------- |
| Fernando Inchauste | K-1 1000m (m) | DNF       | serie 2: 6e in 5.48,74 herkansingen: 3e in 6.07,70 halve finale 1: niet gestart |

Afghanistan · Algerije · Argentinië · Australië · Bahama's · België · Bermuda · Birma · Bolivia · Brazilië · Brits-Guiana · Bulgarije · Cambodja · Canada · Ceylon · Chili · Colombia · Congo-Brazzaville · Costa Rica · Cuba · Denemarken · Dominicaanse Republiek · Duits eenheidsteam · Ethiopië · Filipijnen · Finland · Frankrijk · Ghana · Griekenland · Groot-Brittannië · Hongarije · Hongkong · Ierland · IJsland · India · Irak · Iran · Israël · Italië · Ivoorkust · Jamaica · Japan · Joegoslavië · Kameroen · Kenia · Libanon · Liberia · Libië · Liechtenstein · Luxemburg · Madagaskar · Maleisië · Mali · Marokko · Mexico · Monaco · Mongolië · Nederland · Nederlandse Antillen · Nepal · Nieuw-Zeeland · Niger · Nigeria · Noord-Rhodesië · Noorwegen · Oeganda · Oostenrijk · Pakistan · Panama · Peru · Polen · Portugal · Puerto Rico · Roemenië · Senegal · Sovjet-Unie · Spanje · Taiwan · Tanganyika · Thailand · Trinidad en Tobago · Tsjaad · Tsjecho-Slowakije · Tunesië · Turkije · Uruguay · Venezuela · Verenigde Arabische Republiek · Verenigde Staten · Vietnam · Zuid-Korea · Zuid-Rhodesië · Zweden · Zwitserland